# Février 1856

## Événements
- 9 février, France : le général Bosquet, héros de Crimée, est fait sénateur.

- 13 février : les Britanniques annexent l'Aoudh, mettant fin à la prévarication du chef tribal Ali Chah. L’Aoudh fournit un important contingent à l’armée du Bengale.

- 25 février : ouverture entre tous les belligérants de la guerre de Crimée de la Conférence de Paris clôturant la Guerre de Crimée (fin le 8 avril).

- 29 février, Chine : dans le Guangxi, le missionnaire français (saint) Auguste Chapdelaine (quarante-deux ans), meurt martyr sous la torture, avec un groupe de chrétiens qu'il avait baptisés.

## Naissances
- 15 février : Emil Kraepelin, psychiatre allemand († 1926).
- 17 février : J.-H. Rosny aîné, écrivain d'origine belge († 11 février 1940).
- 28 février : Louis Beysson, peintre et écrivain français († 7 juillet 1912).

## Décès
- 8 février : Agostino Bassi biologiste italien (° 25 septembre 1773).
- 12 février : Pierre-Charles Chauffer, peintre français (° 1779).